# Cabannes
Cabannes je obec ve Francii v departementu Bouches-du-Rhône.

## Poloha
Obec se nachází 15 kilometrů západně od Cavaillonu a 18 kilometrů severozápadně od Saint-Rémy-de-Provence. Cabannes leží na řece Durance, jež tvoří zároveň hranici s departementem Vaucluse.

## Pamětihodnosti
- farní kostel svaté Máří Magdalény ze 12. století.
- kaple svatého Josefa s růžencovou kaplí

## Dopravní obslužnost
Obec leží v blízkosti silnice N7. Skrz její území prochází rovněž dálnice A7.

## Významné osobnosti
- Léopold Videau (1862-1926) – básník, spisovatel a historik

## Partnerská města
- Castro dei Volsci, Itálie

## Vývoj počtu obyvatel
| Rok            | 1962 | 1968 | 1975 | 1982 | 1990 | 1999 | 2008 |
| Počet obyvatel | 2487 | 2698 | 2767 | 2982 | 3929 | 4119 | 4314 |